# Cryptographis hyalinata
Cryptographis hyalinata là một loài bướm đêm trong họ Crambidae.

## Hình ảnh

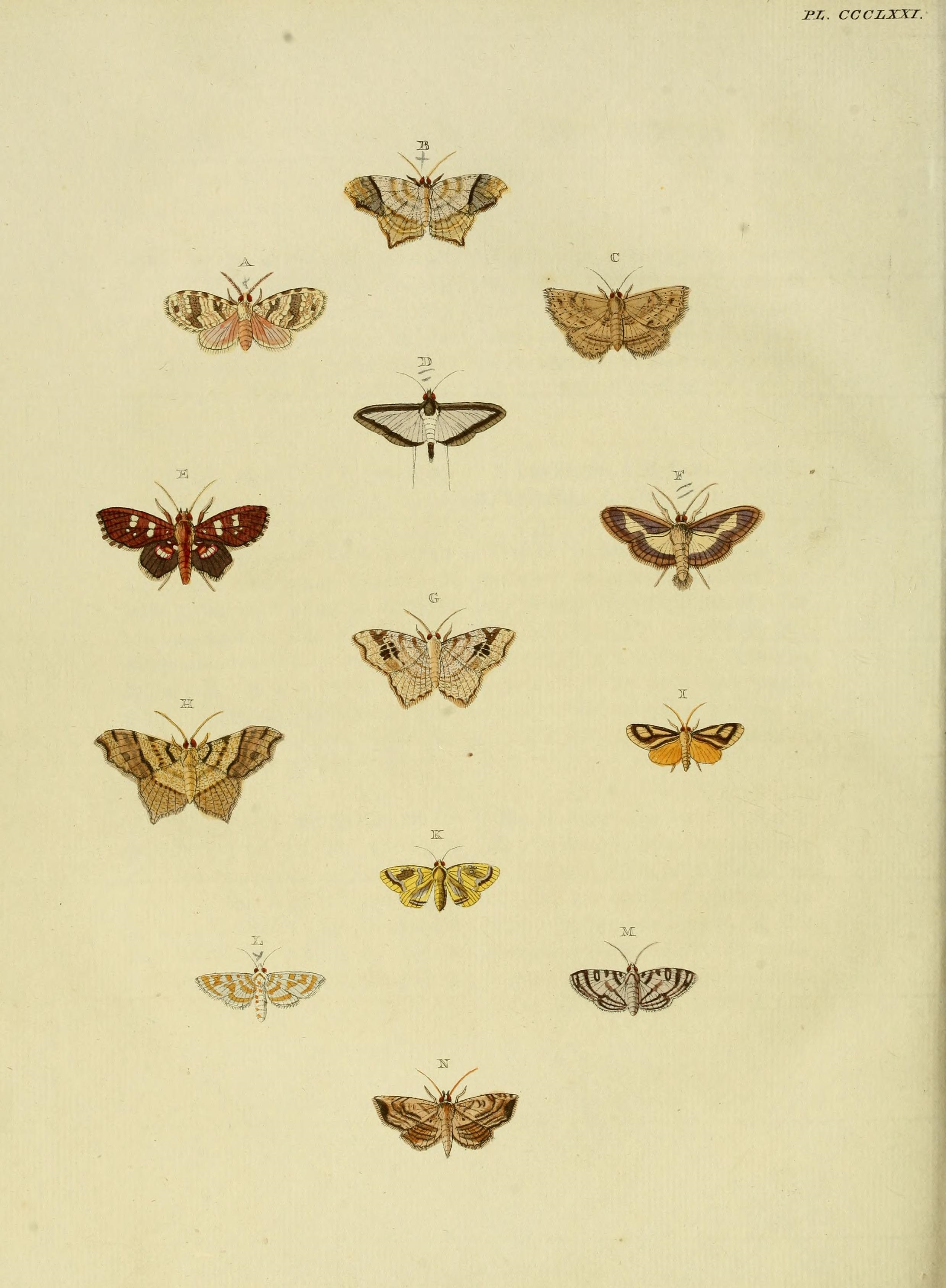